# Segunda División Profesional de Uruguay
Segunda División Profesional är den uruguayanska andradivisionen i fotboll som styrs av det uruguayanska fotbollsförbundet; Asociación Uruguaya de Fútbol. Totalt spelar 12 lag i ligan.

## Historik

### Historisk benämning på serien
| Period     | Benämning                    |
| ---------- | ---------------------------- |
| 1903–1914  | Segunda División             |
| 1915–1941  | Divisional Intermedia        |
| 1942–1991  | Primera "B"                  |
| sedan 1992 | Segunda División Profesional |

Under perioden 1903–1914 spelade man en serie med benämningen Segunda División  (1903–1914). Under perioden 1915–1941 hette serien "Divisional Intermedia de Fútbol de Uruguay (Divisional Intermedia)", som blev landets tredjedivision under perioden 1942–1971. Man räknar dock dessa två serier som separata mästerskap, och skall ej förväxlas med mästerskapet som har spelats från 1942 till nutid.
I seriepyramiden har dock samtliga av dessa serier varit landets andradivision i fotboll.